# Fabriano Basket
Maillots
La Società Sportiva Fabriano Basket, ou Indesit Fabriano ou Janus Basket Fabriano, est un club italien de basket-ball issu de la ville de Fabriano. Le club appartient à la Serie A2, soit la deuxième division du championnat italien.

## Entraîneurs successifs
- Depuis ? :  Massimo Bernardi

## Joueurs célèbres ou marquants
- Raymond Brown
- Geoff Lear
- Chris Massie
- Bob McAdoo
- Gundars Vētra
- Graylin Warner
- Michael Young